# ویلهلمینای پروس
ویلهلمینای پروس (انگلیسی: Wilhelmina of Prussia, Princess of Orange؛ زاده ۷ اوت ۱۷۵۱ درگذشته ۹ ژوئن ۱۸۲۰) یک نجیب‌زاده‌ی اهل آلمان بود. وی همسر ویلیام پنجم اورنج و رهبر واقعی حزب سلسله ای و ضد انقلاب در هلند بود. او دختر شاهزاده آگوستوس ویلیام پروس و دوشس لوئیز برونزویک-ولفنبوتل بود. 